# Озерицы
Озерицы — деревня в Луховицком районе Московской области. Деревня относится к сельскому поселению Фруктовское.

## История
Ранее село относилось к Зарайскому уезду Рязанской губернии. Первые упоминания о селе Озерицы относятся к XVI веку. Традиционное исповедание жителей села — православное христианство.

## Достопримечательности

### Церковь
В деревне Озерицы находится Ильинская церковь (полное название — Церковь Илии Пророка). Жители окрестных сёл называют её также Пророко-Ильинской церковью или церковью Ильи Пророка. Ранее церковь была действующей и, как и большинство русских церквей, принадлежала к православному христианству.
Церковь начали строить в XVI веке. Постепенно к ней пристраивались подсобные постройки. Последнее здание было построено на рубеже XVIII и XIX веков (1800 год). К этой церкви относилась также часовня, расположенная в близлежащей деревне Ивняги.
Церковь является деревянным храмом, в середине XIX века, в 1849 году основное здание подверглось реконструкции. В начале XX века здание ещё существовало, но в середине века во время правления советской власти и борьбы с религией деревянный храм был разрушен.

## Люди, связанные с деревней
С этой деревней связано имя священника Иоанна — в миру Калабухов Иван Лукич (1873 — 26.2.1938).
Александр Карлович фон Мекк и его супруга Анна Георгиевна открыли Озерицкие женские классы плодоводства в своём имении, специально построив здание для школы в 1897 году.

## Улицы
В деревне существуют (или существовали ранее) следующие улицы:
- Озёрная улица
- Нагорная улица
- Бутырская улица